# Dica (político)
Jorge Moreira Theodoro (Duque de Caxias, 16 de setembro de 1958), conhecido como Dica, é um  advogado e político brasileiro.

## Biografia
Foi o vereador mais votado de toda a Baixada Fluminense em 1996 e em 2000, assumiu o cargo de deputado estadual e concorreu pelo PFL à prefeitura do município contra o então prefeito Zito, sendo derrotado. Também, perdeu em 2004 e em 2012 no primeiro turno. Em 2006 e 2010, foi reeleito deputado estadual. Novamente reeleito em 2014 para uma vaga na Assembleia Legislativa, desta vez para a Legislatura 2015-2019. Em 2016, trocou de partido durante a janela partidária, e concorreu à prefeitura de Duque de Caxias pelo PTN. Chegou ao segundo turno, mas foi derrotado por Washington Reis.
Em abril de 2015, em polêmica votação, foi um dos parlamentares a votar a favor da nomeação de Domingos Brazão para o Tribunal de Contas do Estado do Rio de Janeiro, nomeação esta muito criticada na época. No dia 20 de fevereiro de 2017, foi um dos 41 deputados estaduais a votar a favor da privatização da CEDAE. Como membro da Comissão de Normas Internas e Proposições Externas, votou a favor da indicação de Edson Albertassi ao Tribunal de Contas do Estado do Rio de Janeiro.
Em 17 de novembro de 2017, votou pela revogação da prisão dos deputados Jorge Picciani, Paulo Melo e Edson Albertassi, denunciados na Operação Cadeia Velha, acusados de integrar esquema criminoso que contava com a participação de agentes públicos dos poderes Executivo e do Legislativo, inclusive do Tribunal de Contas, e de grandes empresários da construção civil e do setor de transporte. No dia seguinte, o PODE anunciou sua expulsão da legenda. Posteriormente ingressou no Partido da República. Em 2018 se candidatou ao cargo de Deputado federal, porem não foi eleito, perdendo assim o cargo de Deputado Estadual.